# Superpuchar Europy UEFA 2000
Mecz o Superpuchar Europy 2000 został rozegrany 25 sierpnia 2000 roku na Stadionie Ludwika II w Monako pomiędzy Realem Madryt, zwycięzcą Ligi Mistrzów UEFA 1999/2000 oraz Galatasaray SK, triumfatorem Pucharu UEFA 1999/2000. Galatasaray wygrał mecz po dogrywce 2:1, tym samym zdobywając Superpuchar Europy po raz pierwszy w historii klubu.

## Droga do meczu

### Galatasaray
| Sezon     | Rozgrywki     | Runda         | Przeciwnik        | Dom             | Wyjazd          | Ogólnie         |
| --------- | ------------- | ------------- | ----------------- | --------------- | --------------- | --------------- |
| 1999/2000 | Liga Mistrzów | 3Q            | Rapid Wiedeń      | 1–0             | 3–0             | 4–0             |
| 1999/2000 | Liga Mistrzów | 1r gr Grupa H | Hertha BSC        | 2–2             | 4–1             | 3. miejsce      |
| 1999/2000 | Liga Mistrzów | 1r gr Grupa H | A.C. Milan        | 3–2             | 1–2             | 3. miejsce      |
| 1999/2000 | Liga Mistrzów | 1r gr Grupa H | Chelsea           | 0–5             | 0–1             | 3. miejsce      |
| 1999/2000 | Puchar UEFA   | 3R            | Bologna FC        | 2–1             | 1–1             | 3–2             |
| 1999/2000 | Puchar UEFA   | 1/8           | Borussia Dortmund | 0–0             | 2–0             | 2–0             |
| 1999/2000 | Puchar UEFA   | 1/4           | RCD Mallorca      | 2–1             | 4–1             | 6–2             |
| 1999/2000 | Puchar UEFA   | 1/2           | Leeds United      | 2–0             | 2–2             | 4–2             |
| 1999/2000 | Puchar UEFA   | F             | Arsenal           | 0–0 (N), k: 4–1 | 0–0 (N), k: 4–1 | 0–0 (N), k: 4–1 |

### Real Madryt
| Sezon     | Rozgrywki     | Runda         | Przeciwnik        | Dom     | Wyjazd  | Ogólnie    |
| --------- | ------------- | ------------- | ----------------- | ------- | ------- | ---------- |
| 1999/2000 | Liga Mistrzów | 1r gr Grupa E | Molde             | 4–1     | 1–0     | 1. miejsce |
| 1999/2000 | Liga Mistrzów | 1r gr Grupa E | Olympiakos SFP    | 3–0     | 3–3     | 1. miejsce |
| 1999/2000 | Liga Mistrzów | 1r gr Grupa E | FC Porto          | 3–1     | 1–2     | 1. miejsce |
| 1999/2000 | Liga Mistrzów | 2r gr Grupa C | Bayern Monachium  | 2–4     | 1–4     | 2. miejsce |
| 1999/2000 | Liga Mistrzów | 2r gr Grupa C | Dynamo Kijów      | 2–2     | 2–1     | 2. miejsce |
| 1999/2000 | Liga Mistrzów | 2r gr Grupa C | Rosenborg         | 3–1     | 1–0     | 2. miejsce |
| 1999/2000 | Liga Mistrzów | 1/4           | Manchester United | 0–0     | 3–2     | 3–2        |
| 1999/2000 | Liga Mistrzów | 1/2           | Bayern Monachium  | 2–0     | 1–2     | 3–2        |
| 1999/2000 | Liga Mistrzów | F             | Valencia CF       | 3–0 (N) | 3–0 (N) | 3–0 (N)    |

## Szczegóły meczu
Spotkanie finałowe odbyło się 25 sierpnia 2000 na Stadionie Ludwika II w Monako. Frekwencja na stadionie wyniosła 15 000 widzów. Mecz sędziował Günther Benkö z Austrii. Mecz zakończył się zwycięstwem Galatasaray 2:1 po dogrywce. Bramkę dla Realu Madryt strzelił Raúl w 79. minucie z rzutu karnego. Bramki dla Galatasaray zdobył Mário Jardel w 41. minucie z rzutu karnego i w 103. minucie. 
| 25 sierpnia 2000 | Real Madryt · Raúl 79' (k.) | 1:2 Dogr.0:1Raport | Galatasaray SK · Jardel 41' (k.) 103' | Stadion Ludwika II, Monako Widzów: 15 000 Sędzia: Günther Benkö |
|                  |                             |                    |                                       |                                                                 |

| Real Madryt | Galatasaray |

| REAL MADRYT        |    |                          |     |      |
|                    |    |                          |     |      |
| BR                 | 25 | Iker Casillas            |     |      |
| OB                 | 12 | Iván Campo               |     | 66'  |
| OB                 | 15 | Iván Helguera            | 32' |      |
| OB                 | 21 | Geremi                   |     |      |
| OB                 | 3  | Roberto Carlos           |     |      |
| PO                 | 10 | Luís Figo                | 70' |      |
| PO                 | 16 | Claude Makélélé          | 22' |      |
| PO                 | 6  | Albert Celades           |     | 100' |
| PO                 | 11 | Sávio                    |     |      |
| PO                 | 14 | Guti                     |     | 53'  |
| NA                 | 7  | Raúl Gonzalez Blanco (c) |     |      |
| Rezerwowi:         |    |                          |     |      |
| BR                 | 13 | César Sánchez            |     |      |
| OB                 | 2  | Míchel Salgado           |     | 100' |
| OB                 | 18 | Aitor Karanka            |     |      |
| PO                 | 17 | Flávio Conceição         |     | 66'  |
| PO                 | 19 | Santiago Solari          |     |      |
| NA                 | 22 | Pedro Munitis            | 99' | 53'  |
| Trener:            |    |                          |     |      |
| Vicente del Bosque |    |                          |     |      |

| GALATASARAY    |    |                    |     |     |
|                |    |                    |     |     |
| BR             | 1  | Cláudio Taffarel   |     |     |
| OB             | 35 | Capone             |     | 86' |
| OB             | 4  | Gheorghe Popescu   |     |     |
| OB             | 3  | Bülent Korkmaz (c) |     |     |
| OB             | 57 | Hakan Ünsal        |     |     |
| PO             | 7  | Okan Buruk         | 7'  | 81' |
| PO             | 5  | Emre Belözoğlu     |     |     |
| PO             | 8  | Suat Kaya          | 29' |     |
| PO             | 10 | Gheorghe Hagi      |     | 72' |
| NA             | 22 | Ümit Davala        | 90' |     |
| NA             | 9  | Mário Jardel       |     |     |
| Rezerwowi:     |    |                    |     |     |
| BR             | 16 | Kerem İnan         |     |     |
| OB             | 6  | Ahmet Yıldırım     |     |     |
| OB             | 14 | Fatih Akyel        |     | 86' |
| PO             | 11 | Hasan Şaş          |     | 81' |
| PO             | 28 | Bülent Akın        |     | 72' |
| NA             | 20 | Serkan Aykut       |     |     |
| Trener:        |    |                    |     |     |
| Mircea Lucescu |    |                    |     |     |

| Superpuchar Europy (2000)     |
| ----------------------------- |
| Turcja                        |
| Galatasaray SK Pierwszy Tytuł |